# Jacques Bolle
Jacques Bolle (Grenoble, 1º febbraio 1959) è un pilota motociclistico francese, ritiratosi dall'agonismo attivo.
Anche suo fratello, Pierre Bolle, ha corso come pilota professionista.

## Carriera
La sua carriera nel motociclismo è iniziata nel 1975 nelle competizioni monomarca e nei campionati nazionali francesi di velocità; in questi ultimi ha conquistato i titoli nel 1981 e 1982, dapprima nelle 125 e in seguito nelle 250.
Per quanto riguarda le sue attività nel motomondiale, ha esordito nella stagione 1979 con presenze sporadiche nella classe 250 e nella classe 350 in sella a delle Yamaha.
Ha disputato invece il motomondiale 1981 della Classe 125 guidando una Motobécane: conquistando quattro piazzamenti sul podio e giungendo al 5º posto nella classifica finale ha raggiunto la sua migliore prestazione personale.
La maggior parte delle sue presenze nel campionato mondiale sono state comunque nella quarto di litro dove ha gareggiato sino al 1984 e dove, nel motomondiale 1983, ha vinto il suo unico gran premio in occasione del Gran Premio motociclistico di Gran Bretagna, utilizzando una moto artigianale francese, la Pernod.
Dopo il ritiro dalle competizioni avvenuto al termine del 1984, dopo aver terminato gli studi è restato nell'ambiente del motociclismo e, nel 2008, è diventato presidente della Fédération Française de Motocyclisme, l'associazione nazionale francese affiliata alla FIM.

## Risultati nel motomondiale

### Classe 125
| 1981 | Classe | Moto       |   |   |   |   |   |   |   |   |    |   |   |   |   |    | Punti | Pos. |
| ---- | ------ | ---------- | - | - | - | - | - | - | - | - | -- | - | - | - | - | -- | ----- | ---- |
| 1981 | 125    | Motobécane | 3 | - | - | 3 | - | 6 | - | - | NE | 5 | 2 | 2 | - | NE | 55    | 5º   |

| Legenda | 1º posto        | 2º posto            | 3º posto            | A punti      | Senza punti        | Grassetto – Pole position Corsivo – Giro più veloce |
| Legenda | Gara non valida | Non qual./Non part. | Ritirato/Non class. | Squalificato | '-' Dato non disp. | Grassetto – Pole position Corsivo – Giro più veloce |

### Classe 250
| 1979 | Classe | Moto   |   |    |   |   |   |   |   |    |   |   |   |   |     |  | Punti | Pos. |
| ---- | ------ | ------ | - | -- | - | - | - | - | - | -- | - | - | - | - | --- |  | ----- | ---- |
| 1979 | 250    | Yamaha | - | NE | - | - | - | - | - | 13 | - | - | - | - | Rit |  | 0     |      |

| 1980 | Classe | Moto   |   |   |   |   |   |   |   |   |   |   |  |  |  |  | Punti | Pos. |
| ---- | ------ | ------ | - | - | - | - | - | - | - | - | - | - |  |  |  |  | ----- | ---- |
| 1980 | 250    | Yamaha | - | - | - | - | - | - | 6 | - | - | - |  |  |  |  | 5     | 24º  |

| 1981 | Classe | Moto   |   |    |   |   |   |   |    |   |   |   |   |   |   |   | Punti | Pos. |
| ---- | ------ | ------ | - | -- | - | - | - | - | -- | - | - | - | - | - | - | - | ----- | ---- |
| 1981 | 250    | Yamaha | - | NE | - | - | - | - | NE | - | 9 | 9 | - | - | - | - | 4     | 29º  |

| 1982 | Classe | Moto   |    |    |   |   |   |   |   |   |   |   |   |   |   |   | Punti | Pos. |
| ---- | ------ | ------ | -- | -- | - | - | - | - | - | - | - | - | - | - | - | - | ----- | ---- |
| 1982 | 250    | Yamaha | NE | NE | - | 4 | - | - | - | 8 | - | - | - | - | - | - | 11    | 19º  |

| 1983 | Classe | Moto            |   |   |   |   |   |   |   |   |   |   |   |    |  |  | Punti | Pos. |
| ---- | ------ | --------------- | - | - | - | - | - | - | - | - | - | - | - | -- |  |  | ----- | ---- |
| 1983 | 250    | Yamaha e Pernod | - | 7 | - | - | - | - | 6 | - | - | 1 | 9 | NE |  |  | 26    | 10º  |

| 1984 | Classe | Moto   |   |   |   |   |   |   |   |   |   |   |   |   |  |  | Punti | Pos. |
| ---- | ------ | ------ | - | - | - | - | - | - | - | - | - | - | - | - |  |  | ----- | ---- |
| 1984 | 250    | Pernod | - | 7 | 8 | - | - | - | - | - | 9 | - | - | - |  |  | 9     | 20º  |

| Legenda | 1º posto        | 2º posto            | 3º posto            | A punti      | Senza punti        | Grassetto – Pole position Corsivo – Giro più veloce |
| Legenda | Gara non valida | Non qual./Non part. | Ritirato/Non class. | Squalificato | '-' Dato non disp. | Grassetto – Pole position Corsivo – Giro più veloce |

### Classe 350
| 1979 | Classe | Moto   |   |   |   |   |   |   |   |    |    |   |   |   |     | Punti | Pos. |
| ---- | ------ | ------ | - | - | - | - | - | - | - | -- | -- | - | - | - | --- | ----- | ---- |
| 1979 | 350    | Yamaha | - | - | - | - | - | - | - | NE | NE | - | - | - | Rit | 0     |      |

| 1980 | Classe | Moto   |   |    |   |    |   |    |    |   |   |   |  |  |  | Punti | Pos. |
| ---- | ------ | ------ | - | -- | - | -- | - | -- | -- | - | - | - |  |  |  | ----- | ---- |
| 1980 | 350    | Yamaha | - | NE | - | NE | - | NE | NE | - | 5 | - |  |  |  | 6     | 15º  |

| Legenda | 1º posto        | 2º posto            | 3º posto            | A punti      | Senza punti        | Grassetto – Pole position Corsivo – Giro più veloce |
| Legenda | Gara non valida | Non qual./Non part. | Ritirato/Non class. | Squalificato | '-' Dato non disp. | Grassetto – Pole position Corsivo – Giro più veloce |